# Säsong 9 av RuPauls dragrace
Säsong 9 av RuPauls dragrace sändes under våren 2017, med premiär den 24 mars på den amerikanska kanalen VH1. Denna säsong tävlade 14 dragqueens om titeln "America's Next Drag Superstar" och 100 000 dollar. Denna säsongen återvände vinnaren av titeln Miss Congeniality från säsong åtta,  Cynthia Lee Fontaine, och fick således en ny chans att ta hem vinsten efter hennes korta tid föregående år, då hon hamnade på 10:e plats.
Vinnare av säsong 9 blev Sasha Velour, med Peppermint på en andraplats.
Aja medverkade året därpå i tredje säsongen av RuPauls dragrace All Stars, som hade premiär i januari 2018. I mitten av december 2018 började en fjärde säsong av All Stars, och till denna återvände drugorna Valentina, Farrah Moan och Trinity Taylor.

## Tävlingsdeltagare
Drugorna som tävlar om att bli "America's Next Drag Superstar" i den nionde säsongen av RuPauls dragrace är:

(ålder och namn gäller tiden då tävlingen ägde rum)
| Tävlingsdeltagare    | Namn                 | Ålder | Hemstad                             |
| -------------------- | -------------------- | ----- | ----------------------------------- |
| Aja                  | Jay Rivera           | 22    | Brooklyn, New York                  |
| Alexis Michelle      | Alex Michaels        | 32    | New York, New York                  |
| Charlie Hides        | Charlie Hides        | 52    | Boston, Massachusetts               |
| Eureka O'Hara        | David Huggard        | 25    | Johnson City, Tennessee             |
| Cynthia Lee Fontaine | Carlos Diaz          | 35    | Austin, Texas                       |
| Farrah Moan          | Cameron Clayton      | 22    | Las Vegas, Nevada                   |
| Jaymes Mansfield     | James Wirth          | 26    | Milwaukee, Wisconsin                |
| Kimora Blac          | Von Nguyen           | 27    | Las Vegas, Nevada                   |
| Nina Bo'Nina Brown   | Pierre Leverne Dease | 34    | Riverdale, Georgia                  |
| Peppermint           | Agnes Moore          | 37    | New York, New York                  |
| Sasha Velour         | Sasha Steinberg      | 29    | Brooklyn, New York                  |
| Shea Couleé          | Jaren Merrell        | 27    | Chicago, Illinois                   |
| Trinity Taylor       | Ryan Taylor          | 31    | Orlando, Florida                    |
| Valentina            | James Levya          | 25    | Echo Park, Los Angeles, Kalifornien |

## Gästdomare
- Lady Gaga (sångare, låtskrivare, skådespelare)
- The B-52's (new wave-band)
- Jeffrey Bowyer-Chapman (skådespelare, modell)
- Tamar Braxton (sångare, TV-kändis)
- Candis Cayne (skådespelare)
- Fortune Feimster (författare, komiker, skådespelare)
- Noah Galvin (skådespelare)
- Jennie Garth (skådespelare)
- Todrick Hall (skådespelare, sångare)
- Cheyenne Jackson  (skådespelare, sångare)
- Kesha  (skådespelare, låtskrivare)
- Lisa Kudrow (skådespelare, komiker)
- Andie MacDowell (skådespelare)
- Denis O'Hare (skådespelare)
- Naya Rivera  (skådespelare, sångare)
- Lisa Robertson (poet)
- Joan Smalls (modell)
- Tori Spelling (skådespelare, TV-kändis)
- Meghan Trainor (sångare, låtskrivare)

Listan över gästdomare är hämtad från  Entertainment Weekly.

## Avsnitt
| Nummer | Titel                               | Huvudutmanignen                                                                                             | Tema på catwalken                                                      | Vinnare                            | Eliminerad | Datum         |
| ------ | ----------------------------------- | --- | ---------------------------------------------------------------------- | ---------------------------------- | --- | ------------- |
| 1      | Oh. My. Gaga!                       | En skönhetstävling för dragqueens                                                                           | En look som representerar ens hemstad och en Lady Gaga-look            | Nina Bo'nina Brown                 | - | 24 mars 2017  |
| 2      | She Done Already Done Brought It On | En Cheerleadingtävling                                                                                      | White Party Realness                                                   | Valentina                          | James Mansfield | 31 mars 2017  |
| 3      | Draggily Ever After                 | Hitta på en fiktiv prinsessa med tillhörande följeslagare                                                   | Sagoprinsess-elegans                                                   | Trinity Taylor                     | Kimora Blac | 7 april 2017  |
| 4      | Good Morning Bitches                | Skapa en morgon talkshow                                                                                    | Underkläder-Realness                                                   | Sasha Velour & Shea Couleé         | Charlie Hides | 14 april 2017 |
| 5      | Reality Stars: The Musical          | Delta i Kardashian: Musikalen                                                                               | Fake Päls Fabulös                                                      | Shea Couleé                        | Eureka O'Hara (Borttagen från tävlingen efter en allvarlig knäskada. O'Hara kommer dock att återvända i säsong 10.) | 21 april 2017 |
| 6      | Snatch Game                         | Klä ut sig och imitera en kändis                                                                            | Bästa Madonna-looken, del 2 (Efter åttonde säsongens kimono-katastrof) | Alexis Michelle                    | Cynthia Lee Fontaine                                                                                                | 28 april 2017 |
| 7      | 9021-HO                             | Delta i ett klassiskt 1990-tals-tv-drama                                                                    | Stort hår-realness                                                     | Trinity Taylor                     | Aja | 5 maj 2017    |
| 8      | RuPaul Roast                        | Drottningarna ska göra en komisk roastning av Michelle Visage framför publik                                | -                                                                      | Peppermint                         | Farrah Moan | 12 maj 2017   |
| 9      | You Pilot Is On Fire                | Skapa ett pilotavsnitt till en TV-serie                                                                     | Club Kid Couture                                                       | Sasha Velour & Shea Couleé         | Valentina | 19 maj 2017   |
| 10     | Make Over Crew Better Work          | Göra om säsongens kameramän till sin drag-syster.                                                           | -                                                                      | Trinity Taylor                     | Nina Bo'Nina Brown                                                                                                  | 26 maj 2017   |
| 11     | Gayest Ball Ever                    | Skapa tre outfitter: en enhörnings-inspirerad, en regnbågs-inspirerad, och en inspirerad av Village People. | -                                                                      | Shea Couleé                        | Alexis Michelle | 2 juni 2017   |
| 12     | Category Is                         | Skriva, spela in och koreografera en remix av RuPauls låt Category Is                                       | Bästa Drag                                                             | -                                  | - | 9 juni 2017   |
| 13     | Reunited                            | Alla deltagare återvänder för att diskutera säsongen                                                        | -                                                                      | Valentina (Miss Congeniality)      | - | 16 juni 2017  |
| 14     | Grand Finale                        | Top-4 Ska Läppsynka sin väg till vinsten                                                                    | -                                                                      | Sasha Velour (vinnare av säsong 9) | Peppermint (2:a) Shea Couleé (3:a/4:a) Trinity Taylor (3:a/4:a)                                                     | 23 juni 2017  |